# Ванадзор
Ванадзор (јерм. Վանաձոր) је трећи по величини град у Јерменији и главни град провинције Лори. Удаљен је 120 километара од Јеревана.

## Историја
Историја Ванадзора потиче из бронзаног доба. Пронађене су гробнице и предмети из тог доба који се чувају у локалном музеју. Име града први пута се спомиње у 13. веку. Године 1826. за време Руско-персијског рата град је потпуно уништен. Касније је поново обновљен. Године 1899. је изграђена железница према Тбилисију. У мају 1918. се у близини града одиграла битка у којој је јерменски генерал Товмас Назарбекиан напао турску војску. Сукоби су завршени битком код Сардарабада. Касније је у близини града постављен споменик у част бици. Град се за време Руског царства звао Каракилиса (тур. Kara kilise — црна црква), а за време Совјетског Савеза Кировакан (према комунистичком вођи Сергеју Кирову).

## Становништво
| Година       |
| Становништво |
| ------------ |

## Градови побратими
- Батуми
- Подољск
- Пасадена
- Бањо

## Галерија
- Ванадзор
- Центар града
- Центар града
- Центар града
- Фабрика
- Црна црква
- Црна црква
- Нова црква
- Руска црква